# Shawn Colvin
Shawn Colvin, nascuda Shawna Lee Colvin (Vermillion (Dakota del Sud), 10 de gener de 1956) és una cantautora i guitarrista estatunidenca de música folk. Ha rebut tres vegades el Grammy Awards: el 1991 per Steady On, i el 1997 fou guardonada dos cops, per la cançó Sunny Came Home i per l'àlbum del mateix nom.

## Discografia
- Steady On (1989)
- Fat City (1992)
- Cover Girl (1994)
- Live '88 (1995)
- A Few Small Repairs (1996)
- Holiday Songs and Lullabies (1998)
- Whole New You (2001)
- Polaroids: A Greatest Hits Collection (2004) - recopilació
- These Four Walls (2006)
- All Fall Down (2012)
- Uncovered (2015)
- Colvin and Earle amb Steve Earle (2016)
- The Starlighter (2018)
- Steady On (30th Anniversary Acoustic Edition) (2019)